# Абасидски калифат
Абасидски калифат (арап. الخلافة العباسية‎) трећи је од исламских калифата након исламског пророка Мухамеда. Абасидска династија је водила поријекло од најмлађег Мухамедовог стрица, Абаса, по коме је и узела име. Владали су као калифи, већи дио времена из њихове пријестонице Багдада у данашњем Ираку, након преузимања власти над муслиманским земљама од Омејада 750. године.
Прва пријестоница Абасидског калифата је била у Куфи, али је 762. године калиф Ел Мансур основао град Багдад, сјеверно од сасанидске пријестонице Ктесифона. Избор пријестонице тако близу Персији одражава све већа ослањања на персијске бирократе, од којих су најпознатији били из породице Бармакида, да управљају територијама које су освојили арапски муслимани, као и све веће укључивање неарапских муслимана у умет. Упркос овој почетној сарадњи, Абасиди из касног 8. вијека су се отуђили и од арапских мавла и персијских бирократа, и били су принуђени да препусте управу над Ел Андалузом и Магребом Омајадима, Мароко Идрисидима, Ифрикију Аглабидима и Египат и шиитски калифат Фатимидима. Политичка моћ калифа се углавном окончала са успоном Бујида и Турака Селџука. Иако је абадиско вођство над великим исламским царством постепено смањено на церемонијалну вјерску фунцију, династија је задржала контролу на својим месопотамијским доменом. Пријестоница Багдад је постала средиште науке, културе, филозофије и проналазака током Златног доба ислама.
Период културног процвата се окончао 1258. када су Монголи под Хулагу-каном опљачкали Багдад. Абасидска линија калифата, и генерално муслиманска култура, ново средиште је нашла у мамелучкој пријестоници Каиру 1261. Иако без политичке моћи, династија је наставила да се позива на ауторитет у вјерским питањима све до османског освајања Египта 1517. године.

## Историја

### Абасидска револуција (750–751)
Абасидски калифати су арапски потомци Абаса, једног од млађих стричева Мухамеда и из истог клана Бану Хашим. Абасиди су тврдили да су прави наследници пророка Мухамеда при смењивању омејадских наследника Бану Омејада по основи њихове блиске крвне линије са Мухамедом.
Абасиди су такође наглашавали разлику од Омејада нападањем њиховог моралног карактера и администрације уопште. Према Ири Лапидусу, „Абасидски револт су у великој мери подржавали Арапи, углавном оштећени досељеници Мерва, као и јеменске фракције и њихови Мавали“. Абасиде су исто тако подржавали неарапски муслимани, познати као мавали, који су остали изван арапског друштва заснованог на сродству, и на које се гледало као нижу класу у Омејадском калифату. Мухамед ибн Али, праунук Абаса, започео је кампању за повратак моћи породици пророка Мухамеда, Хашемитима, у Персији током владавине Омара II.
Током владавине Марвана II, ова опозиција је кулминирала у побуни имама Ибрахима, четвртог наследника Абаса. Подржан провинцијом Хорасан, Иран, иако се гувернер супротставио њима, и шиитским арапима, он је остварио знатан успех, али је заробљен 747. године и умро је у затвору.
Дана 9. јуна 747. је Абу Муслим, подижући се из Хорасан, успешно је иницирао побуну против Омејадске владавине, која је извршена под црном заставом. Скоро 10.000 војника је било под Абу Муслимовом командом кад су непријатељства званично почела у Мерву. Генерал Кахтаба је пратио пораженог гувернера Наср ибн Сајара западно поражавајући Омејаде у биткама код Нишапура, Горгана, Нахаванда и коначно Карбала, од којих су се све одвиле 748.
Дошло је до свађе са Ибрахимовим братом Абдулахом, познатим под именом Ас-Сафах, који је поразио Омејиде 750. године у бици на Забу и накнадно се прогласио калифом. Након тог пораза, Марван је побегао у Египат, где је касније био убијен. Остатак његове фамилије, осим једног мушкарца, је такође био елиминисан.
Непосредно након ове победе, Ас-Сафах је послао своје снаге у централну Азију, где су се борили против Танг експанзије у бици за Талас. Племићка иранска породица Бармакида, која је била инструментална у изградњи Багдада; увела је прву у свету забележену фабрику папира у Багдаду, чиме је почела нова ера интелектуалног препорода у Абисидском домену. Ас-Сафах се фокусирао на гушење бројних побуна у Сирији и Месопотамији. Византијци су спроводили препаде током ових раних дистракција.

### Моћ (752–775)
Прва промена направљена под Абисидима, под Ал-Мансуром, је била да се премести царска престоница из Дамаска у Сирији, у Багдад у Ираку. То је урађено ради умиривања и приближавања персијској „мавалској“ бази подршке која је постојала у том региону, који је иначе био под утицајем персијске историје и културе, и делом због захтева персијских мавала за мање израженом арапском доминацијом у царству. Багдад је основан на реци Тигру 762. године. Такође је успостављен нови везирски положај с циљем делегирања централне власти, а још већа овлашћења су дата локалним емирима.
Ово је на крају значило да су многи Абасидски калифи били сведени на више церемонијалну улогу него што је то било под Омејадима, пошто су визири почели да врше све већи утицај, а улога старе арапске аристократије полако је замењена персијском бирократијом. У Ал-Мансурово време контрола над Ал Андалузом је изгубљена, и шиити су се побунили али су поражени годину дана касније у бици код Бахамра.
Абасиди су у великој мери зависили од подршке Персијаца у њиховом збацивању Омејада. Ас Абасов наследник, Ал-Мансур је примио неарапске муслимане на свој двор. Иако је ово помогло у интеграцији арапске и персијске културе, тиме су отуђене многе арапске присталице Абасида, а посебно Хорасански Арапи који су их подржавали у биткама против Омејада.
Ови расцепи у Абасидској подршци довели су до непосредних проблема. Омејади, мада ван власти, нису били уништени. Једини преживели члан краљевске породице Омејада, која је била скоро потпуно уништена, на крају је доспео до Шпаније, где се успоставио као независни емир (Абдурахман , 756). Године 929, Абдурахман  се прогласио калифом, успостављајући Ал Андалуз из Кордобе као ривала Багдада за легитимну престоницу Исламског царства.
Године 756, Абасидски калиф Ал-Мансур је послао преко 4.000 арапских плаћеника да помогну кинеској династији Танг у сузбијању побуне Ан Лушана. Абасиди или „Црне заставе“, како су обично називани, били су познати у хроникама династије Танг као hēiyī Dàshí, „Тази обучени у црно“, (кин: 黑衣大食) (реч „Тази“ је позајмљена из персијског Tāzī, са значењем „Арапин“).{{refn| group = nb1|Маршал Брумхол пише, „Са успоном Абасида улазимо у нешто другачију фазу муслиманске историје и приступамо периоду када је у Кинеско царство ушло и насељено значајно тело муслиманских трупа. Док су Абасиди инаугурирали ту еру књижевности и науке везану за двор у Багдаду, дотадашњи предоминантни арапски елемент почео је да уступа место Турцима, који су убрзо постали телохранитељи калифа „док на крају калифи нису постали беспомоћни алати у рукама њихових сирових заштитника.“
Неколико амбасада Абасидских калифа на кинеском двору је уписано је у Танг аналима, најважнији од којих су они од Абул Абаса, оснивача нове династије, од Абу Гиафара, градитеља Багдада и од Харуна ал Расчида, вероватно најпознатијег у данашње врем по популарном делу, Арапске ноћи. Абасиди или „црне заставе“, како се обично називају, познати су у кинеској историји као Heh-i Ta-shih, „Арапи обучени у црно“.
Пет година након успона Абасида, у време када је Ел Мансур, други калиф, био заузет планирањем атентата на свог великог и способног конкурента Абу Муслима, који се сматра „водећом фигуром тог доба“ и де факто оснивачем куће Абаса, што се тиче војне славе, у Кини је дошло до избијања страшне побуна. Ово је било у 755. године, а лидер био Турчин или Тартар по имену Ан Лушан. Тај човек, који је имао велику наклоност цара Суан Цуана, и који је био постављен на челу огромне војске која је деловала против Турака и Тартара на северозападној граници, прогласио је независности и објавио рат свом сада остарелом царском покровитељу. Цар, који је истеран из главног града, абдицирао се у корист његовог сина Су Цунга (756—763), који је одмах апеловао Арапима за помоћ.
Калиф Ел Мансур, чија армија је по причи сер Вилијама Мјур, „била је у потпуности опремљена са побољшаним оружјем и оклопом“, одговорио на овај захтев и послао контингент од око 4000 људи који су цару 757. омогућили да поврати своје две престонице, Сјанфу и Хонанфу. Ови арапски војници, који су вероватно долазили из неког гарнизона на границама Туркестана, никада се нису вратили у свој бивши логор, него су остали у Кини, где су се оженили Кинескињама, и стога су, према заједничком извештају, постали право језгро натурализованих кинеских Мохамедана данашњег дана.
Иако ова прича има подршку званичне историје династије Танг, нажалост, нема ауторизованог исказа о томе колико је трупа заиста послао калиф. Ову тврдњу подржавају кинески мухамедски натписи и књижевност. Иако се насељавање великог броја Арапа у Кини може прихватити као значајан догађај забележен у вези са појавом ислама, у исто време је неопходно да не занемарују чињенице већ наведене у претходном поглављу, које доказују да је велики број странаца ушао у Кину пре тог датума.“ Ал-Рашид је послао дипломатске представнике у кинеску династију Танг и успоставио је добре односе са њима. Након рата су ти представници остали у Кини и калиф Харун ел Рашид је успоставио савез са Кином. Забележено је неколико амбасада Абасидских калифа на кинеском двору у Танг аналима, најважнији од којих су били Ас-Сафахови.